# Macdona (Texas)
Macdona es un lugar designado por el censo ubicado en el condado de Béxar en el estado estadounidense de Texas. En el Censo de 2010 tenía una población de 559 habitantes y una densidad poblacional de 138,53 personas por km².

## Geografía
Macdona se encuentra ubicado en las coordenadas 29°19′15″N 98°41′59″O / 29.32083, -98.69972. Según la Oficina del Censo de los Estados Unidos, Macdona tiene una superficie total de 4.04 km², de la cual 4.02 km² corresponden a tierra firme y (0.26%) 0.01 km² es agua.

## Demografía
Según el censo de 2010, había 559 personas residiendo en Macdona. La densidad de población era de 138,53 hab./km². De los 559 habitantes, Macdona estaba compuesto por el 65.3% blancos, el 1.79% eran afroamericanos, el 4.11% eran amerindios, el 0.54% eran asiáticos, el 0% eran isleños del Pacífico, el 27.91% eran de otras razas y el 0.36% pertenecían a dos o más razas. Del total de la población el 79.43% eran hispanos o latinos de cualquier raza.